# 纽勒拉康
纽勒拉康，位于西藏自治区拉萨市城关区，是一座藏传佛教寺院。

## 简介
纽勒拉康位于策墨林寺门外西侧，北京东路以北，是一座小庙。藏语“纽勒拉康”意为“斋戒神庙”。相传，该庙兴建于18世纪，主供千手千眼观音，男女信众常来此处闭关修炼。
策墨林寺门外东侧有一片空地，名为“梅朵江森”，意为“柳林花园”。但如今这里既无柳林，更无花园。该名字是古代甘丹康萨藏王府之遗留。